# بي إل هاربرت الدولية
شركة بي إل هاربرت الدولية، ذ.م.م. ، هي شركة إنشاءات مقرها برمنغهام، ألاباما ، أسسها بيلي إل. هاربرت عام ٢٠٠٠، كقسم من شركة هاربرت . تضم بي إل هاربرت قسمين تشغيليين رئيسيين: قسم الولايات المتحدة والقسم الدولي. ينقسم قسم الولايات المتحدة إلى الأقسام التالية: تجاري، ورعاية صحية، وفيدرالي، ومدني/صناعي. تتولى الشركة خدمات ما قبل الإنشاء، والإنشاءات العامة، وإدارة الإنشاءات، وتصميم المباني، والإنشاءات النهائية، لمباني المكاتب، والشقق السكنية، والسفارات، والمباني المؤسسية، ومرافق الرعاية الصحية، والكنائس، والمرافق الصناعية، ومحطات معالجة المياه والصرف الصحي.
وظفت شركة بي إل هاربرت الدولية أكثر من 10000 شخص حول العالم اعتبارًا من عام 2025.  يتخذ جزء كبير من أعمال الشركة شكل عقود حكومية اتحادية لمشاريع بناء السفارات في الخارج، وأكبر هذه المشاريع من حيث القيمة التعاقدية التراكمية هي السفارة الأمريكية في بيروت (613.8 مليون دولار)، والسفارة الأمريكية في نيودلهي (563.5 مليون دولار)، والقنصلية الأمريكية في أربيل (433.2 مليون دولار)، ومدينة غواتيمالا (288.5 مليون دولار).  في عام 2025، احتلت الشركة المرتبة 93 بين أكبر المقاولين في البلاد من قبل سجل الأخبار الهندسية- .  كما أنها واحدة من أفضل 100 مقاول للحكومة الأمريكية .
لدى الشركة مكاتب إضافية في الولايات المتحدة في: أتلانتا ، تشارلستون ، هيوستن ، هنتسفيل ، أكسفورد ، ناشفيل وواشنطن العاصمة . كما تمتلك الشركة مكاتب دولية في: لندن ، دبي ، وإسطنبول .

## المشاريع المنفذة من خلال الشركة
- جناح ساندي وجون بلاك في جامعة أولي ميس ، أكسفورد، ميسيسيبي
- 57 سفارة أو قنصلية أمريكية
- مركز كونكورد ، برمنغهام، ألاباما
- ملعب أوبورن لكرة السلة ، أوبورن ، ألاباما

## روابط خارجية
- موقع BL Harbert الدولي